# Île Besnard
L'île Besnard se dresse à l'entrée du havre de Rothéneuf qu'elle protège de ses hautes falaises.

Mais ce n'est plus tout à fait une île. Elle est rattachée à la pointe du Meinga par une langue de sable appelée tombolo constitué par les dunes des Chevrets.
Désormais elle est la propriété du département d'Ille-et-Vilaine, qui gère et entretient ce site naturel protégé.
Érigé sur son sommet, un ancien sémaphore, construit vers 1862, est affecté au Conservatoire de l'espace littoral par l'État.
Au nord, face à l’île Besnard, se trouvent deux îlots, le Petit Chevret et le Grand Chevret. On peut y apercevoir cormoran huppé, sternes et goélands…

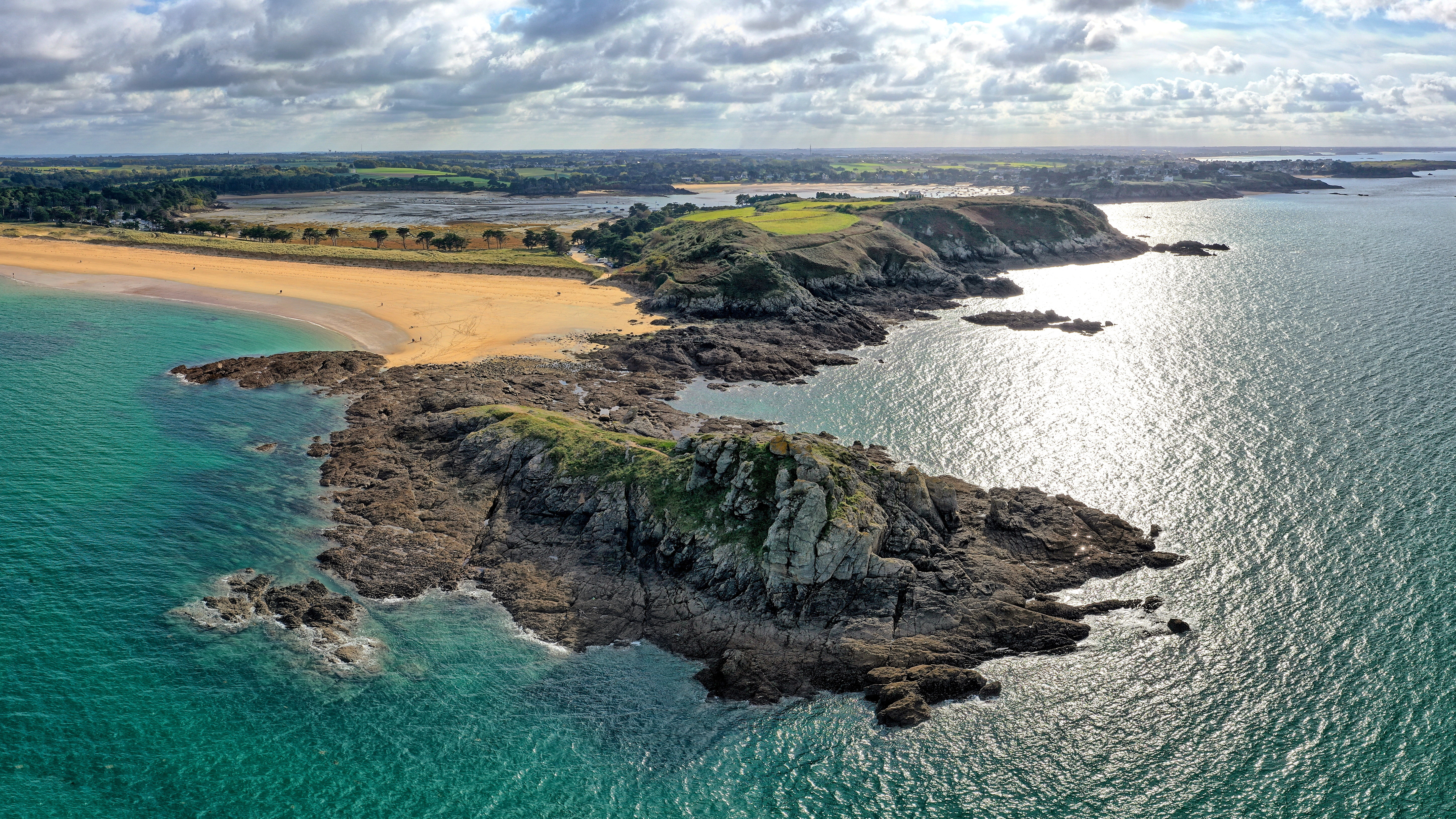
L'île Besnard avec, au premier plan, l'île du Petit Chevret et, à gauche, le tombolo.